# Acondicionador (cosmético)

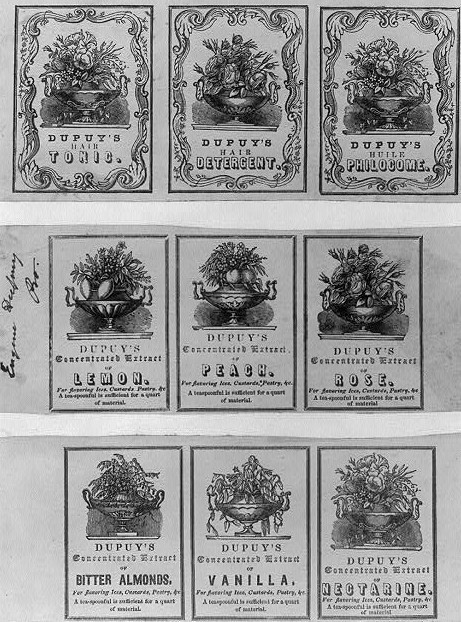
Publicidad del del acondicionador de la empresa Dupuy.

Un acondicionador, crema de enjuague, o suavizante, es un producto usado para el cuidado del cabello humano que altera su textura y apariencia.
Su principal objetivo es reducir la fricción entre los mechones de cabello para facilitar un peinado más suave, que de otro modo podría dañar el cuero cabelludo. El acondicionador contiene ingredientes nutritivos que alisan la cutícula del cabello, reducen el encrespamiento y aportan suavidad y brillo. A menudo se anuncian otros beneficios, como la reparación del cabello, el fortalecimiento o la reducción de las puntas abiertas. 
Los acondicionadores están disponibles en una amplia variedad de formas, incluyendo líquidos viscosos, geles y cremas, así como lociones y sprays más líquidos. Los principales ingredientes activos de los acondicionadores son:
- Humectantes, cuya función es retener la humedad en el cabello, generalmente contienen altas proporciones de humectantes. También pueden ser proporcionados por aceites naturales, como el aceite de Prunus Amygdalus Dulcis (almendra dulce).
- Aceites (AGNE – ácidos grasos esenciales) pueden ayudar a que el cabello seco/poroso sea más suave y flexible. El cuero cabelludo produce un aceite natural llamado sebo. El sebo naturalmente contiene AGNE.
- Antiestáticos, que se unen al cabello y reducen la estática, pueden incluir polímeros catiónicos, como el poliquaternio-10 y el guarglicilpropiltrimonio cloruro.[8]
- Agentes para facilitar el peinado modifican el pH de la superficie capilar actuando como acidificantes, o la cubren con polímeros, actuando como agentes para aportar brillo.
- Los brillantes son sustancias químicas que reflejan la luz y que se unen a la superficie del cabello, siendo generalmente polímeros, usualmente siliconas (por ejemplo, dimeticona o ciclopentasiloxano).
- Lubricantes, tales como alcoholes grasos, pantenol, dimeticona, etc.
- Los acidificantes son reguladores de la acidez que mantienen el pH del acondicionador alrededor de 3,5.[9] En contacto con un medio ácido, la superficie escamosa del cabello se compacta, ya que los enlaces de hidrógeno entre las moléculas de queratina se fortalecen.

El acondicionador para el cabello generalmente se usa después del lavado con champú. Se aplica y se masajea en el cabello y puede enjuagarse tras un tiempo o dejarse sin aclarar.

## Historia
Durante siglos, los aceites naturales se han utilizado para acondicionar el cabello humano. Estos productos naturales se utilizan aún hoy en día, incluidos los aceites esenciales como el del árbol del té y el aceite de jojoba. 
El acondicionador de cabello moderno fue creado cuando el reconocido perfumista francés Édouard Pinaud presentó un producto llamado "brillantina" en la Exposición Universal de París de 1900. Su producto estaba destinado a suavizar el cabello de los hombres, incluyendo las barbas y bigotes. Desde la invención de los primeros productos de Pinaud la ciencia moderna ha avanzado el acondicionador de cabello para incluir la industria de los fabricados con silicona, alcoholes grasos y compuestos de amonio cuaternario. Estos productos químicos permiten los beneficios del acondicionador de cabello graso sin que se sienta pesado.